# 市川市立行徳小学校
市川市立行徳小学校（いちかわしりつ ぎょうとくしょうがっこう）は、千葉県市川市の公立小学校。2023年2月16日に創立150周年を迎えており、伝統のある小学校である。

## 建物
1号館～4号館まであり、学童と25mプール(現在は破損の為未使用)、給食室、体育館がある。1号館はすべて教室（給食エレベーター室等を除く）で、4階建て。屋上あり。2号館も全て教室だが、特別支援学級（通称まこも）がある。（ちなみに渡り廊下で、給食室と体育館につながっている）4階建て。屋上あり。3号館は、教室は少なく、図書室・音楽室・コンピュータ室・図工室・理科室・家庭科室・会議室・保健室・職員室・校長室等がある。4階建てで、屋上に時計塔があるが、時計がない。4号館は、主に3年生の教室で、ほかに日本語指導学級とプレイルーム（通称にじのへや）がある。2階建て。屋上なし。学童は2階建て。屋上なし。体育館は2階建て。屋上なし。

## 行事
- 4月 - 入学式
- 5月 - 運動会・全校歩き遠足
- 6月 - プール開き
- 7月 - 水泳授業・4年 グリーンスクール
- 8月 - 夏休み
- 9月 -3年 社会科見学（2011年までは、運動会が9月）
- 10月 - 祭り・6年 日光修学旅行
- 11月 - （3年 船上干潟見学）
- 12月 - 長縄集会
- 1月 - 5年 ホワイトスクール
- 2月 -
- 3月 - 卒業式

## 歴史
- 1873年2月16日 - 徳願寺を仮校舎として開校。
- 1873年6月 - 第26番中学区第26番小学校1等行徳小学校と、改称。
- 1885年 - 本行徳34番付近の4丁目バス停留所近く宿屋「山田屋」を購入し、校舎とする。
- 1886年 - 行徳尋常小学校と改称。
- 1890年 - 行徳高等小学校設立。
- 1894年 - 六合尋常小学校が開校。行徳小より分離。
- 1894年 - 行徳尋常高等小学校と改称。
- 1916年 - 稲荷木分教場設置。
- 1917年 - 暴風雨と津波が襲い、校舎倒壊。
- 1919年 - 本行徳12番に新校舎落成、児童数856名。
- 1941年 - 行徳国民学校と改称。
- 1947年 - 行徳町立行徳小学校と改称。
- 1948年 - 粉ミルク給食実施。
- 1952年 - 校舎の老化に伴い校舎移転。富浜1-1。
- 2023年 - 創立150周年を迎える。

## 委員会
- 代表委員会………行事の運営等。
- 運動委員会………スポーツ行事の運営等。
- 栽培委員会………植物の栽培等。
- 環境委員会………リサイクルなどのエコ活動。
- 放送委員会………学校の放送を流す。
- 新聞委員会………学校新聞（通称わかば）を発行する。
- 給食委員会………給食を発表するなど。
- 掲示委員会………ポスターをはる。
- 美化委員会………掃除の呼びかけ。
- 保健委員会………健康の呼びかけ。
- 図書委員会………図書室の仕事。

## 通学区域
- 本行徳1～38番、末広1丁目、関ケ島、伊勢宿、妙典3丁目～15番、本塩、富浜1～3丁目[1]

また、最近は学区外に住居している児童も多い。例えば、塩焼小学校学区に住居している生徒もいる。

## 進学先中学校
- 市川市立第七中学校
- 市川市立妙典中学校
- 数多くの私立中学校（高偏差値）

## 交通アクセス
- 東京メトロ 東西線 妙典駅下車。
- 京成トランジットバス「富浜」停留所下車。

## 著名な出身者
- Tatsh（作曲家）